# Bernard Orcel
Pour les articles homonymes, voir Orcel.
Bernard Orcel, né le 2 avril 1945 à l'Alpe d'Huez, est un skieur alpin français.

## Coupe du monde
- Meilleur résultat au classement général : 9e en 1971
  - 1 victoire : 1 descente

### Saison par saison
- Coupe du monde 1967 :
  - Classement général : 17e
- Coupe du monde 1968 :
  - Classement général : 18e
    - 1 victoire en descente : Chamonix (Arlberg-Kandahar)
- Coupe du monde 1969 :
  - Classement général : 20e
- Coupe du monde 1970 :
  - Classement général : 12e
- Coupe du monde 1971 :
  - Classement général : 9e
- Coupe du monde 1972 :
  - Classement général : 52e

## Arlberg-Kandahar
- Vainqueur de la descente 1968 à Chamonix